# Andrea Guardini
Andrea Guardini (Tregnago, Verona, 12 de junio de 1989) es un ciclista italiano.
Debutó como profesional con el equipo Farnese Vini-Neri Sottoli en 2011. Desde sus primeras carreras como profesional estrenó su palmarés, consiguiendo un gran número de victorias en su especialidad: el esprint.[cita requerida] En noviembre de 2021, tras once años de carrera, anunció su retirada.

## Palmarés
2011
- 5 etapas del Tour de Langkawi
- 1 etapa del Tour de Catar
- 2 etapas del Tour de Turquía
- 1 etapa del Tour de Eslovenia
- 1 etapa de la Vuelta a Portugal
- 1 etapa del Giro de Padania

2012
- 6 etapas del Tour de Langkawi
- 1 etapa del Giro de Italia
- 3 etapas de la Vuelta al Lago Qinghai
- 3.º en el UCI Asia Tour

2013
- 1 etapa del Tour de Langkawi

2014
- 2 etapas del Tour de Langkawi
- 2 etapas de la Vuelta a Dinamarca
- 1 etapa del Eneco Tour

2015
- 1 etapa Tour de Omán
- 4 etapas Tour de Langkawi
- 1 etapa del Tour de Picardie
- 1 etapa del World Ports Classic
- 1 etapa del Tour de Abu Dhabi

2016
- 4 etapas del Tour de Langkawi

2018
- 2 etapas del Tour de Langkawi
- 1 etapa del Tour de Hainan

2019
- 1 etapa del Istrian Spring Trophy
- 1 etapa de la Vuelta al Lago Qinghai[2]

2020
- 2 etapas del Tour de Rumania
- 2 etapas del Tour de Szeklerland

## Resultados en Grandes Vueltas
| Carrera | Carrera         | 2011 | 2012 | 2013 | 2014  | 2015 | 2016 | 2017 | 2018 | 2019 | 2020 | 2021 |
| ------- | --------------- | ---- | ---- | ---- | ----- | ---- | ---- | ---- | ---- | ---- | ---- | ---- |
|         | Giro de Italia  | —    | Ab.  | —    | —     | —    | —    | —    | Ab.  | —    | —    | —    |
|         | Tour de Francia | —    | —    | —    | —     | —    | —    | —    | —    | —    | —    | —    |
|         | Vuelta a España | —    | —    | —    | 159.º | —    | —    | —    | —    | —    | —    | —    |

—: no participa

Ab.: abandono

## Equipos
- Farnese Vini (2011-2012)
  - Farnese Vini-Neri Sottoli (2011)
  - Farnese Vini-Selle Italia (2012)
- Astana Pro Team (2013-2016)
- UAE Team Emirates (2017)
- Bardiani-CSF (2018-2019)
- Giotti Victoria[3] (2020-2021)
  - Giotti Victoria (2020)
  - Giotti Victoria-Savini Due (2021)